# Beinwellblättrige Zistrose
Die Beinwellblättrige Zistrose (Cistus symphytifolius)  ist eine nicht monophyletische Pflanzenart aus der Gattung der Zistrosen (Cistus) in der Familie der Zistrosengewächse (Cistaceae). Ebenso wird die Bezeichnung Scheidenblättrige Zistrose oder Scheidenartige Zistrose verwendet, die von den veralteten Synonymbezeichnungen Cistus vaginatus Dryand. in W.T.Aiton, Cistus vaginatus var. symphytifolius Spach. bzw. Cistus vaginatus var. hirsutissimus (Willk.) Grosser herrührt. Die kanarischen bzw. spanischen Trivialnamen sind Jarón, Jara und Amagante de pinar. Das Epitheton symphytifolius bezieht sich auf den Echten Beinwell (Symphytum officinale) und leitet sich vom Altgriechischen "symphein" = zusammenwachsen, aufgrund des Sachverhaltes, dass je zwei gegenständige Blätter durch eine den Stengel umfassende Blattscheide verbunden sind. Die deutsche Endung "well" kommt etymologisch von "wallen", gleichbedeutend mit "zusammenfügen" und drückt somit das Gleiche aus.

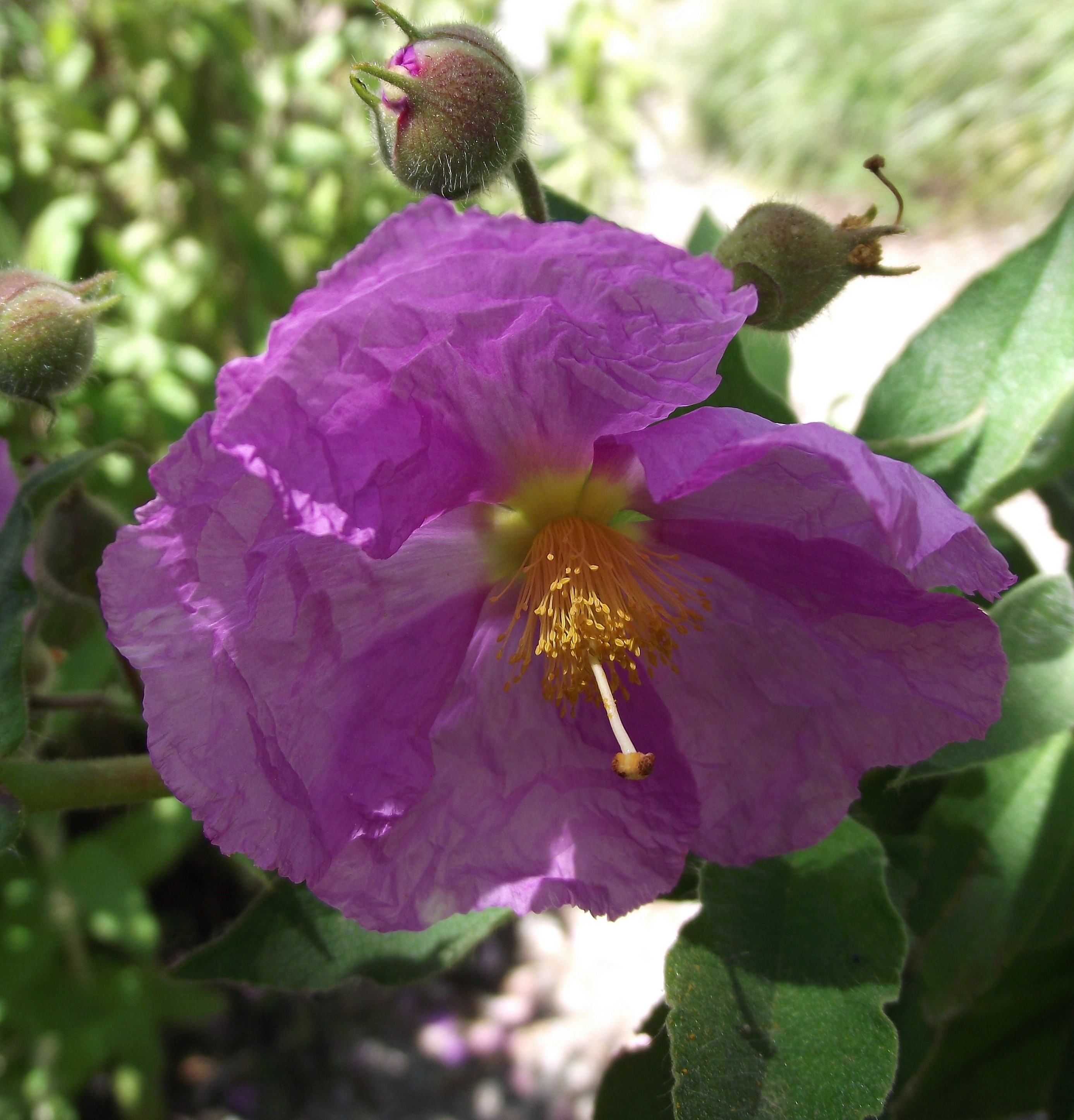
Blüte

## Beschreibung
Der aromatisch duftende, stark verzweigte, immergrüne Strauch erreicht Wuchshöhen von 60 bis 200 cm. Die bräunlichen Zweige brechen sehr leicht. Stängel, Blätter und Blütenstiele sind mit Drüsenhaaren besetzt.
Die gegenständigen, am Grund zu einer spärlich behaarten Scheide verwachsenen Laubblätter sind gestielt, mit 5 bis 12 cm langer, eiförmig-lanzettlicher, 2,2 bis 4,4-mal so lang wie breiter Spreite. Die Rippen treten auf der Blattunterseite stark hervor, wodurch das Blatt runzelig erscheint. Die Beschaffenheit ist rau und klebrig. Drüsenhaare treten auf der Blattunterseite nur auf diesen Rippen auf.
Die rosaroten Blüten erreichen einen Durchmesser von bis zu 6 Zentimeter. Der Griffel ist doppelt so lang wie die zahlreichen, kräftig gelben Staubblätter. Die inneren Kelchblätter haben eine 5 bis 6 mm lange Spitze und sind viel größer als die äußeren Kelchblätter. Die fünfspaltige Kapselfrucht ist dunkelbraun, aufgeblasen und nur auf den Nerven behaart. Sie erzeugt mehr als 200 Samen, die dunkelgrau sind.
Blütezeit ist von Februar bis Juli.

## Systematik
Die Art gehört in die Klade der pink-rosa blühenden Zistrosen (Cistus) und deren Sektion Macrostylia, die alle endemisch auf den kanarischen Inseln heimisch sind.
In der Sektion Macrostyllia (die kanarischen Arten der rötlichen Klade), sind außer der Beinwellblättrigen Zistrose (Cistus symphytifolius) noch die Osbeckienblättrige Zistrose (Cistus osbeckifolius), die Chinamada-Zistrose (Cistus chinamadensis), die Haarige Zistrose (Cistus horrens). die Tamadaba-Zistrose (Cistus ocreatus), die La Palma-Zistrose (Cistus palmensis) und die Raue Zistrose (Cistus asper) vertreten.
Der wissenschaftliche Name Cistus symphytifolius wurde 1786 von Jean-Baptiste de Lamarck erstbeschrieben. Wichtige Synonyme sind Cistus vaginatus Dryand. und Rhodocistus berthelotianus Spach, nom. illeg.
Die Beinwellblättrige Zistrose wird in drei Varietäten gegliedert:
- Cistus symphytifolius var. symphytifolius: Sie unterscheidet sich durch ihre dunkelgrünen, auf der Oberseite wenig netznervigen Blattspreiten, die reichlich mit Drüsenhaaren und spärlich mit Sternhaaren besetzt sind, die im Durchmesser 250 µm groß sind. Die Blattscheiden sind 10 bis 14 mm lang. Die Nominativsippe ist auf den Nordseiten von Teneriffa und La Palma verbreitet.[5]
- Cistus symphytifolius var. canus Demoly: Sie unterscheidet sich von var. symphytifolius durch ihre graugrünen, auf der Oberseite stark netznervigen Blattspreiten, die spärlich mit Drüsenhaaren und dicht mit Sternhaaren besetzt sind, die im Durchmesser 500 µm groß sind. Die Blattscheiden sind mit 9 bis 11 mm kurz. Diese Varietät kommt auf der Südseite von La Palma vor.[5]
- Cistus symphytifolius var. villosus Demoly: Sie unterscheidet sich von var. symphytifolius durch ihre von einfachen Haaren dicht bedeckte Oberseite der Blattspreite und die viel weniger zahlreichen Drüsenhaaren auf der Spreitenunterseite. Diese Varietät kommt auf der Südseite von Teneriffa vor.[5]

Cistus symphytifolius var. leucophyllus (Spach) Dans. ist ein Synonym von Cistus ocreatus.

## Vorkommen
Die Beinwellblättrige Zistrose ist ein Endemit der Kanarischen Inseln Teneriffa und La Palma. Die bisher fünf unterschiedlichen Population kommen aus zwei unterschiedlichen Kladen der Sektion Macrostylia. 
Sie wächst im Unterholz hochgelegener Kanarenkiefernwälder, aber auch in Kanarischen Zwergstrauchheiden (mit Chamaecytisus proliferus oder Erica arborea) im Übergang zum Kanarenkiefernwald.
Die Beinwellblättrige Zistrose wird als nicht gefährdet (LC = „Least concern“) angesehen.

## Nutzung
Die Beinwellblättrige Zistrose ist seit 1779 in Kultur.